# Archivo General del Ministerio de Fomento
El Archivo General del Ministerio de Fomento, hoy Archivo General del Ministerio de Transportes y Movilidad Sostenible, es un centro de titularidad y gestión estatal que actúa como archivo central del Ministerio de Transportes y Movilidad Sostenible. También, el archivo conserva la documentación del Ministerio de Vivienda. Tiene su sede en Nuevos Ministerios, sito en el paseo de la Castellana, 67.

## Historia
El Archivo General del Ministerio fue creado por Real Decreto de 12 de septiembre de 1847.

### Del Despacho Universal al Ministerio de Fomento
La Secretaría del Despacho Universal creada en 1621 durante el reinado de Felipe IV, secretaría única en la administración del reino, va a ser la depositaria de las funciones ejecutivas que se van a sustraer del Consejo Real con las profundas reformas de la administración que se acometerán con la dinastía borbónica. Así, Felipe V, mediante Decreto de 30 de noviembre de 1714, precisó dividirla en cuatro secretarías (de Estado, de Guerra, de Marina e Indias y de Negocios eclesiásticos, justicia y jurisdicción). Esta estructuración de la administración con una, todavía corta, división en grandes áreas supone el embrión de los futuros ministerios.
Por Decreto de 9 de noviembre de 1832, se constituyó el Ministerio de Fomento General del Reino (hoy Ministerio del Interior). Este decreto detallaba las competencias mencionando: gobierno interior, Gracia y Justicia (enseñanza, ayuntamientos, etc.), policía urbana y rústica, seguridad pública, juzgado de vagos y mal entretenidos, cárceles, casas de corrección y presidios, agricultura, industria, comercio, obras públicas, imprentas, prensa, archivos, museos, etc.
Sin embargo, la fecha clave será el 28 de enero de 1847. En ese día, se aprobó el Real Decreto que creó la Secretaría de Estado y del Despacho de Comercio, Instrucción y Obras Públicas (que se transformará en el Ministerio de Fomento) y se describe la configuración de esta secretaría, formulando el propósito de “…separar del Ministerio de Gobernación lo concerniente a los ramos de beneficencia, instrucción y obras públicas, y del de Marina, la sección de Comercio, creando al efecto un nuevo ministerio".

### Creación del Archivo
Meses después de crearse el Departamento, por Real Decreto de 12 de septiembre de 1847 se ordena la creación del Archivo del Ministerio cuyo nombre de “Fomento” y competencias quedarán fijados en el Real Decreto de 20 de octubre de 1851.
La Ley de 30 de junio de 1894 dispondrá que los Archivos, Bibliotecas y Museos dependientes de la Presidencia de Consejo de Ministros o de los Ministerios de Fomento, Hacienda, Gobernación, Gracia y Justicia, Ultramar y demás Centros de naturaleza análoga, sean servidos por personal del Cuerpo Facultativo de Archiveros, Bibliotecarios y Anticuarios.
Sus primeros archiveros destacados fueron D. Felipe Picatoste Rodríguez (1887-1892) con el que se produjo la adscripción al Cuerpo Facultativo de archiveros, bibliotecarios y arqueólogos y D. José Ortega y García (1892-1911) que organizó el archivo produciendo el primer cuadro de clasificación de esta institución.
El Archivo irá sufriendo las transformaciones y adaptaciones derivados de los sucesivos cambios que experimentará el propio Ministerio de Fomento.
Entre 1897 y 1963 estuvo ubicado en el Palacio de Fomento en Atocha, en este último año se trasladó (siendo entonces su nombre, Archivo del Ministerio de Obras públicas) al actual edificio de Nuevos Ministerios en el Paseo de la Castellana.

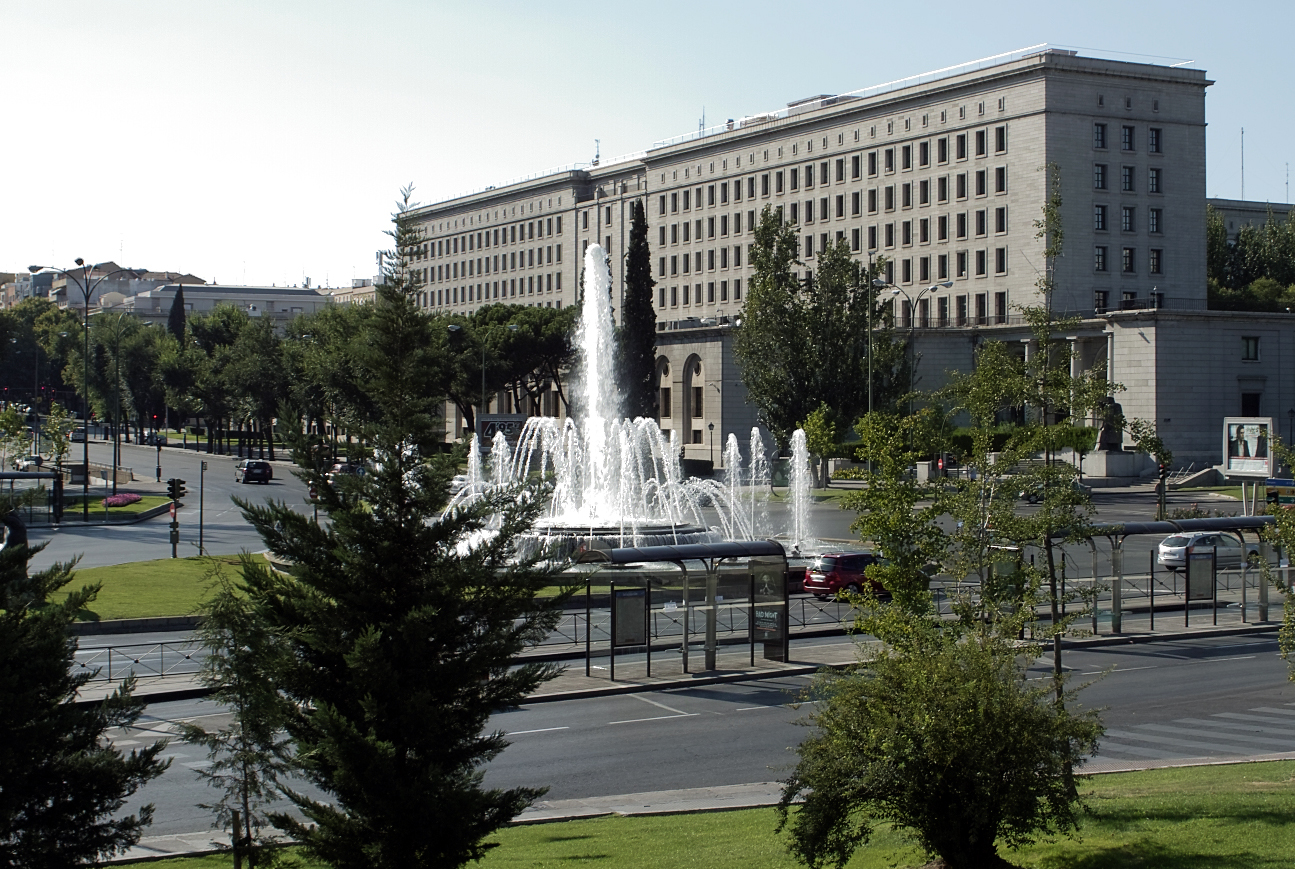
Edificio de Nuevos Ministerios.

La antigüedad e importancia de este ministerio convierte al archivo en uno de los archivos ministeriales de mayor relevancia de España. Su carácter de archivo central o intermedio hace que los fondos más antiguos (2.774 legajos y 2.000 libros registro, ya carentes de valor administrativo) hayan pasado al Archivo Histórico Nacional, y unos 20.000 legajos con valor administrativo, pero de uso no frecuente se hayan transferido al Archivo General de la Administración (AGA) situado en Alcalá de Henares. La información sobre estos fondos y otros situados en diversos depósitos se puede obtener a través del Archivo General del Ministerio pues se encuentran inventariados. Es destacable el importante fondo de planos históricos de obras públicas procedentes de este archivo.

## Edificio
En su origen el Archivo General del Ministerio de Fomento y con ello, el Ministerio al que quedaba suscrito, se encontraba en el “Palacio de Fomento” delante de la estación de Atocha. El edificio fue construido en 1897 por el arquitecto Ricardo Velázquez Bosco y también colaboraron en su ornamento el ceramista Daniel Zuloaga y el escultor Agustín Querol. Aportaba ya modernos y numerosos servicios, que quedaban repartidos en cuatro plantas, con una extensión de 80.000 pies, quedando el Archivo General situado en la planta baja.
En 1963 fue desplazado al actual complejo de Nuevos Ministerios. Este Pabellón fue edificado durante la II República, siendo su arquitecto Secundino Zuazo, pero tuvo modificaciones posteriores de “un estilo internacional”. El conjunto de edificios conformado por varios ministerios, deja en su exterior dos grandes plazas centrales de influencias escurialenses. Una vez finalizada la Guerra Civil, por Decreto el 26 de septiembre de 1939, continuaron las obras y fueron reformadas aquellas zonas que había sufrido algún daño durante la ofensiva. De este modo, si hasta ese entonces el Ministerio de Obras Públicas (nombre que recibió el Departamento en esta época), había estado repartido en diferentes entornos de la capital, en este momento quedaba aglutinado.
En la actualidad, el Archivo General de Fomento se encuentra en los despachos B-126, B-126.1 y B-128, cercano a los depósitos de planos y sala de trabajo, así como de la Biblioteca. Por último, en el subterráneo se localizan los depósitos de documentos con una correcta seguridad y orden.

## Fondos
Bajo su resguardo hay un total de 18.256,00 fondos documentales, los cuales datan desde 1.741. El soporte en el que puede encontrarse es variado; papel, pergamino, placas de cristal, acetatos de celulosa, poliéster y microformas. Respecto a los temas, quedan clasificados de la siguiente manera: 
Fondos históricos: Presupuestos, índices y memorias de inspección, son algunas de las cuestiones que maneja. No obstante, todos ellos son actividades del Ministerio, que se remontan al origen del mismo, la segunda mitad del siglo XIX y principios del XX. 
Fondos de personal: El Archivo General también deposita los expedientes de todos los empleados actuales y anteriores que han prestado su labor desde su origen. Cobra gran importancia, los expedientes históricos, pues han servido para complementar biografías de diversas investigaciones de carácter histórico.   
Fondos de carreteras: Derivan de la Dirección General de Carreteras, quedando aquí congregado diversas gestiones de la misma, siendo de especial de interés los del siglo XVIII y XIX. 
Fondos de obras hidráulicas: Una amplia recopilación de planos de indudable interés científico y que se completa con una amplia documentación en relación con los recursos, subvenciones, construcciones hidráulicas etc. En toda esta colección podrá encontrase desde el origen del Ministerio, hasta 1996, momento en que esta competencia pasa a ser del Ministerio de Medio Ambiente. 
Fondos de puertos: Pese a que los archivos de puertos se encuentran disgregados en diferentes lugares de Archivos, en el que nos ocupa podemos encontrar documentación sobre memorias, concesiones, expropiaciones y expedientes de contratación. 
Fondos de transporte terrestre: Pese a ser algo escueto el contenido sobre esto, aquí podremos localizar una valiosa documentación, siendo en su mayoría, expedientes de expropiación. 
Fondos de vivienda, arquitectura y urbanismo: Presenta una interesante documentación sobre los planes parciales y generales de ordenación, inventario de patrimonio urbanístico, urbanización y delimitación de polígonos. Todo esto pertenece a su vez a la Dirección General de Urbanismo y el Instituto Nacional de Urbanización.
Fondos cartográficos: Una Importante repertorio de planos sobre las numerosas competencias que presenta el Ministerio, habiendo que destacar el completo catálogo sobre obras hidráulica. 
A esto habría que añadir los Fondos Económicos y los Fondos del Consejo de Obras Públicas. 

## Servicios
El acceso al Archivo General de Fomento es libre y gratuito para todos los ciudadanos. Existen diferentes tipos de usuarios: la propia administración y los ciudadanos que acuden en la legítima defensa de sus intereses, o con fines culturales o científicos. Las consultas se pueden realizar en la sala de investigadores o por correspondencia ya sea por correo ordinario o electrónico.
Dispone de servicios para la investigación con sala de consulta tanto normal como para soportes especiales y tiene ubicada una biblioteca. Así mismo, cuenta con servicios de reproducción y áreas públicas, donde se puede disfrutar de diferentes espacios como salón de actos, sala de exposiciones, aparcamiento público y cafetería/restaurante. A esto habría que añadir que se presta un servicio al público, ofreciéndose una atención en sala, un servicio de reproducción de documentos y se atiende a visitas en grupos para conocer a la institución y poder hacer disfrute de exposiciones temporales.